# Quédate lejos
«Quédate lejos» es una canción escrita e interpretada por el dúo estadounidense Ha*Ash en colaboración con el cantante colombiano Maluma. Fue estrenada junto a la edición especial de su primer álbum en vivo titulado Primera fila: Hecho realidad el día 13 de noviembre de 2015.

## Información de la canción
«Quédate lejos» fue lanzada para la edición especial de la primera producción discográfica de las hermanas Primera fila: Hecho realidad, el día 13 de noviembre de 2015. Es una canción compuesta por Ashley Grace, Hanna Nicole junto a Pablo Preciado, integrante del trío musical Matisse. La producción estuvo a cargo de George Noriega, Tim Mitchell en colaboración con Pablo De La Loza. Cuenta con la participación del cantante colombiano Maluma. Excluyendo el día de su grabación, el tema nunca ha sido interpretada en vivo, siendo descartada del setlist de la gira 1F Hecho realidad que promocionaba el disco que la contenía. La pista es una balada de desamor que expresa por qué es bueno dejar de aferrase a una relación que ya ha terminado.

## Vídeo musical
El video musical de «Quédate lejos» se estrenó el 27 de noviembre de 2015. En él se ve a las integrantes del dúo interpretando la canción frente a un público del concierto Primera Fila, en el minuto 2:31 el cantante Maluma hace su aparición en la canción, como en el vídeo. La cinta fue grabado el día 7 de julio de 2014 en los Estudios Churubusco en México, dirigido por Nahuel Lerena y Pato Byrne. Al 2 de agosto de 2019, el vídeo cuenta con 143 millones de reproducciones en YouTube.

## Créditos y personal
Créditos adaptados de las notas del álbum.

### Grabación y gestión
- Grabado en Estudios Churubusco (Ciudad de México)
- Mezclado en Cutting Cane Studios
- Posproducción en The Shoe Box
- Publicado por Sony Music Entertainment México, S.A. De C.V. en 2014.
- Administrado por Sony / ATV Discos Music Publishing LLC / Westwood Publishing

### Personal
- Ashley Grace: voz
- Hanna Nicole: voz
- Pablo De La Loza: teclados, coproducción, programador, arreglos, ingeniería adicional
- Tim Mitchell: guitarra, producción, programador, arreglos, ingeniería adicional
- George Noriega: producción, programador, arreglos, ingeniería adicional
- Uri Natenzon: bajo
- Ben Peeler: lap steel guita
- Ezequiel Ghilardi: batería
- Maluma: voz
- Brad Blackwood: maestro de ingeniería
- Juan Pablo Fallucca: ingeniería de grabación
- Charles Dye: ingeniería de mezcla

## Historial de lanzamiento
| País    | Fecha                   | Formato   | Discográfica      | Ref    |
| ------- | ----------------------- | --------- | ----------------- | ------ |
| México  | 13 de noviembre de 2015 | streaming | Sony Music México | [ 18 ] |
| Various | 13 de noviembre de 2015 | streaming | Sony Music Latin  | [ 19 ] |